# Manoir de Gatteville
Le manoir de Gatteville est une demeure, siège de la seigneurie de Gatteville et le site d'un ancien château attesté en 1096, dont il ne subsiste aucune trace, qui se dresse sur le territoire de la commune française de Gatteville-le-Phare, dans le département de la Manche, en région Normandie.

## Localisation
Le manoir est situé, à la sortie sud-est de Gatteville-le-Phare, près de Crabec, en direction de Barfleur, dans le département français de la Manche.

## Historique
Un premier château est attesté en 1096. À cette date, il est occupé par Jean de Gatteville, seigneur du lieu qui prit part à la première croisade, puis plus tard, en 1189, par Geoffroy de Gatteville, qui prit part à la troisième croisade avec Richard Cœur de Lion et Philippe Auguste.
Au XIIIe siècle, la seigneurie échoit entre les mains des Lechevaller, puis plus tard aux Guiffre.
Le 2 mars 1354, Jean Guiffre, seigneur de Gatteville, avec ses frères Julien et Geoffroy, partisan de Geoffroy d'Harcourt lui-même soutenu par les Anglais, mettent à feu et à sang le château de Chiffrevast, possession de Nicolas de Chiffrevast, seigneur du lieu, capitaine du château de Cherbourg et sous protection royale, en conflit avec le sieur d'Harcourt. Les manoirs du Val de Sie (le Valdécie, à Bricquebec), de Bricquebosq, de Prêteville ainsi que les moulins d'Huberville et de Banville (Catz), subiront le même sort. Les Anglais, Harcourt et ses soutiens ayant été vaincus, Jean Guiffre est dépossédé de ses domaines. Cependant, le 16 mars 1375, sa fille, Jeannette épouse Pierre-Colin Bazan (de Flamanville) qui en prend les armes. Ce dernier avec son frère, jusqu'en 1378, défendront Cherbourg contre les Anglais.
En 1417, au cours de la guerre de Cent Ans, alors que les Anglais se sont rendu maîtres de la Normandie, Richard Bazan, seigneur de Gatteville et de Carneville, abandonne son château, ne pouvant le défendre, et rejoint le roi de France, et voit ses biens confisqués.
En 1626, le fief passe par alliance à François de Matignon seigneur de La Luthumière, baron de Gatteville († 1658), et le 14 octobre 1648, l'une de ses filles, Marie-Françoise de La Luthumière, dans la chapelle du château de Cherbourg, épouse Henri Goyon de Matignon, sire de Thorigny. Leur petit-fils, Jacques-François-Léonor Goyon de Matignon (1689-1751), épousera, en 1715, la fille du prince de Monaco, Louise-Hippolyte Grimaldi.
Le duc de Valentinois et prince Monaco, en possession de la terre de Gatteville, vend cette dernière le 12 décembre 1747 contre la somme de 250 000 livres, à un ancien capitaine au régiment de Fitz-James, cavalerie irlandaise, le baron Jean-Baptiste Hook. L'une de ses filles, Françoise-Agathe de Hook épousera M. Lecarruyer de Saint-Germain, et leur fille s'unira à Gustave de Gérando, magistrat.
Le domaine passera ensuite entre d'autres mains.

## Description
Le manoir, transformé, se présente comme une demeure du XVIIIe siècle, avec des structures du XVIe siècle. Le logis arbore à l'intérieur une belle cheminée de la fin du XVIe ou du début du XVIIe siècle. Il est de nos jours aménagé en chambres d'hôtes.

## Propriétaires
Liste non exhaustive.
- Jean de Gatteville (XIe siècle)
- Geoffroy de Gatteville (XIIe siècle)
- Famille Lechevaller (XIIIe siècle)
- Famille Guiffre
  - Jean Guiffre
- Pierre-Colin Ier Basan († 1398)
- Richard Bazan
- Guillaume de Campserveur († v. 1464)
- Jean de Hennot (av. 1509)
- François de Matignon (1626)
- François Le Tellier de La Luthumière († 1699)
- Jacques-François-Léonor Goyon de Matignon (par mariage)
- Jean-Baptiste Hook (1747-1766)